# Flugplatz Halle-Nietleben

i7
i11
i13
Der Flugplatz Halle-Nietleben war ein Verkehrslandeplatz, der später auch als Sport- und Militärflugplatz diente, in Nietleben in der Nähe von Halle (Saale).

## Geschichte
Als Reaktion auf die Großflugtage, die am 24. August 1924 auf der Pferderennbahn stattfanden, wurde durch den Magistrat der Stadt Halle (Saale) der Beschluss gefasst, einen eigenen Flugplatz zu errichten. Als Standort wurde ein Gelände unweit der Provinzial-Irrenanstalt Halle-Nietleben gewählt und der am 31. März 1925 gegründeten Flugverkehr Halle AG zur Verfügung gestellt. Mit der Deutschen Aero Lloyd AG, einer Vorläuferin der Deutschen Lufthansa AG, wurde eine Aufnahme in deren Liniennetz vereinbart. Nachdem am 4. Juni 1925 bereits einige Kleinflugzeuge im Zuge des Deutschland-Rundflugs auf dem Flugplatz gelandet waren, wurde der offizielle Betrieb am 15. Juni 1925 aufgenommen.
Von Halle aus gab es zunächst Direktverbindungen in mehrere deutsche Großstädte (u. a. nach Berlin und Köln), von denen aus verschiedene europäische Flugziele bedient wurden. Im Sommer 1926 bedienten 14 Linien den Flugplatz, der damit jedoch schnell an seine Kapazitätsgrenzen stieß. Um dem Bedarf des stetig zunehmenden Flugverkehrs decken zu können, entschied das Reichsverkehrsministerium noch im selben Jahr den Bau eines Flughafens für den Ballungsraum Leipzig-Halle. Mit dessen Eröffnung im Frühjahr 1927 verlor der Flugplatz Halle seine verkehrspolitische Bedeutung. Der Linienflugbetrieb wurde eingestellt, der Flugplatz ab 1928 nur noch für Sportflieger genutzt.
Mit der Errichtung der Heeres- und Luftwaffennachrichtenschule wurde der Flugplatz Halle-Nietleben 1935 für die Öffentlichkeit geschlossen und bis 1945 von der Wehrmacht als Militärflugplatz genutzt.
Das Areal ging 1948 an die Gesellschaft für Sport und Technik über und wurde ab 1952 wieder für Sportflieger genutzt. Der Flugplatz diente als Ausbildungsort für Segel-, Motorflugpiloten und Fallschirmspringer. Mit dem Baubeginn von Halle-Neustadt wurde der Flugplatz Halle-Nietleben nach 1964 überbaut.

## Zivile Nutzung und Linienflüge

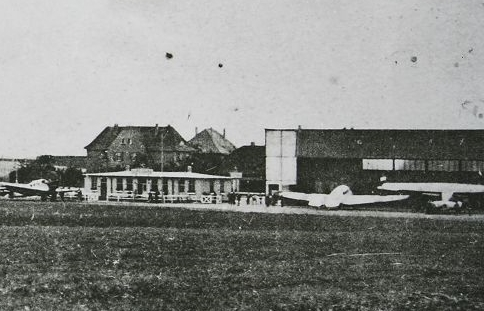
Das später gebaute kleine Terminal für die Flugabfertigung

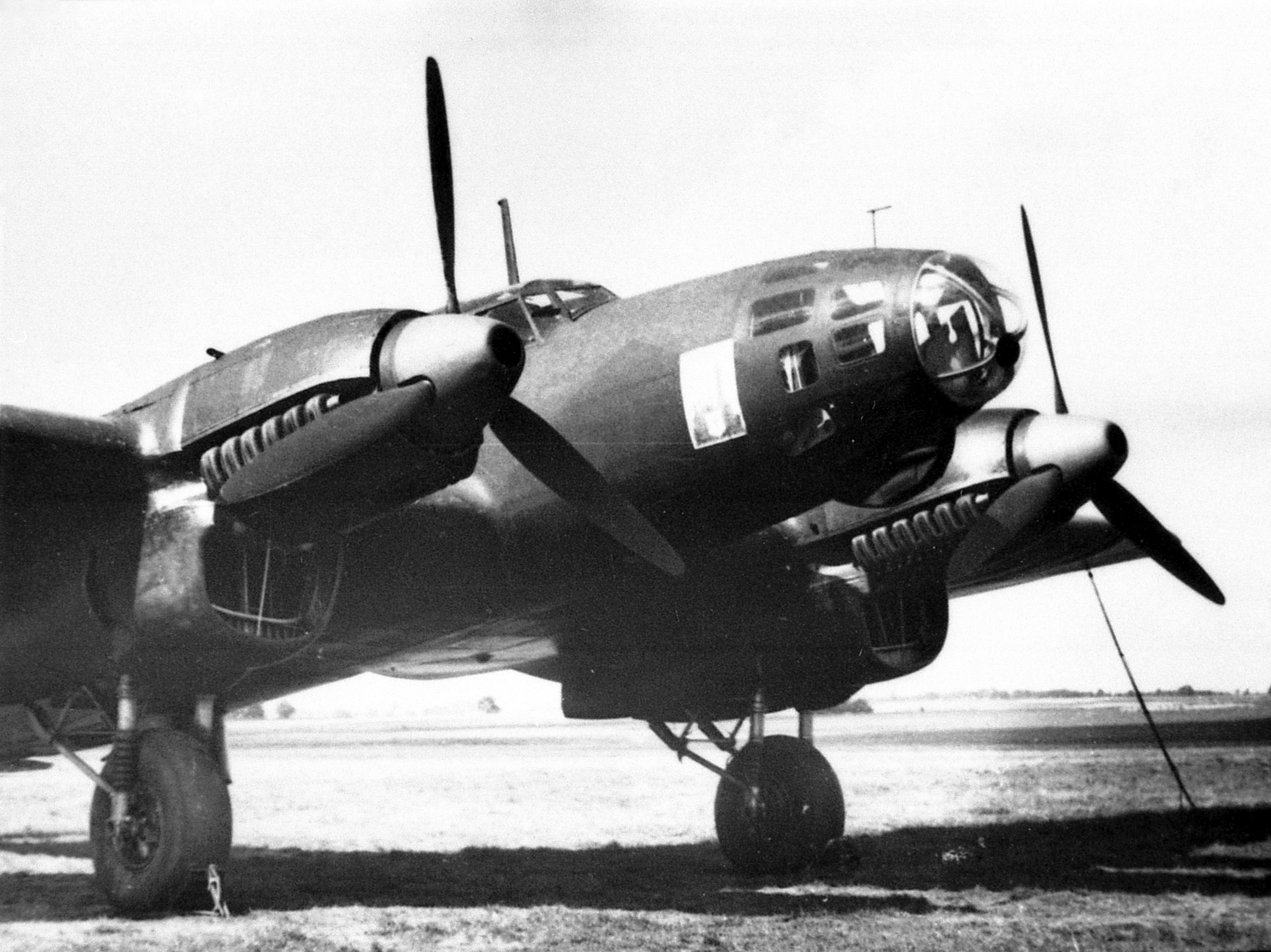
Heinkel He 111 B der Bordfunkerschule Halle, ca. 1942

Der Flugplatz Halle-Nietleben war zunächst nur als Verkehrslandeflugplatz für die zivile Nutzung geplant. Ab 1926 wurde der Flughafen von der neu gegründeten Deutschen Lufthansa angeflogen, die zuvor aus der Deutscher Aero Lloyd AG entstanden war. Es wurden 14 europäische Linien angeboten. Ziele, wie zum Beispiel Moskau konnte man mit einem Zwischenhalt erreichen. Aufgrund der langsameren Flugzeuge zur damaligen Zeit dauerte ein Flug nach Moskau allerdings 17 Stunden. Folgende Linien existierten von 1926 bis 1927:
| Zwischenhalte                 | Ziel      |
| ----------------------------- | --------- |
| Gera                          | Plauen    |
| Kassel                        | Dortmund  |
| Erfurt – Stuttgart            | Zürich    |
|                               | Köln      |
|                               | Berlin    |
| Magdeburg                     | Hamburg   |
| Erfurt – Frankfurt – Mannheim | Karlsruhe |
| Leipzig – Dresden – Görlitz   | Breslau   |
| Breslau                       | Gleiwitz  |
| Leipzig                       | Dresden   |
|                               | München   |
|                               | Leipzig   |

Neben der Passagierluftfahrt wurde der Flugplatz Halle-Nietleben auch für den Versand per Luftpost benutzt.

## Militärische Nutzung
Von 1935 bis 1945 wurde der Flugplatz Halle-Nietleben als Fliegerhorst von der Wehrmacht genutzt.

### Unterstellung
Luftgau-Kommando III

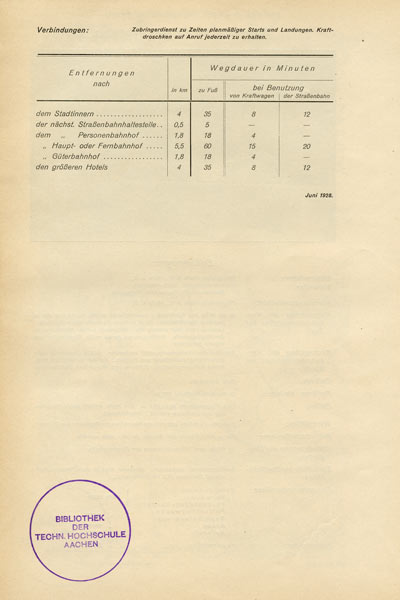
Übersicht mit Entfernungen zu wichtigen Orten

- Flughafenbereichskommando 7./III, in Großenhain/Sachsen

- Fliegerhorst-Kommandant 40./III, Halle-Nietleben

Stab Nachrichtenführer Luftgau-Kommando III, Biesenthal (bei Berlin)
- Nachrichtenführerkommando Flughafenbereich 7./III, in Großenhain/Sachsen

- Nachrichtenstelle Fliegerhorst-Kommandantur 40./III, Halle-Nietleben

## Flughafengelände
Auf dem Flughafengelände stand eine große Halle, in der Flugzeuge abgestellt werden konnten. Als Start- und Landebahn diente eine runde Grasfläche mit einem Durchmesser von 600 Metern. Es gab einen Zubringerbus aus der Stadt Halle, der Fluggäste bis an das Flugzeug fuhr, da es kein Terminal mit Sicherheitskontrollen oder Ähnlichem gab, sondern alles direkt an der Maschine gemacht wurde.
Das Flughafengelände war 4 Kilometer von der halleschen Innenstadt und 5,5 Kilometer vom Hauptbahnhof Halle entfernt.